# Herminiocala raphia
Herminiocala raphia är en fjärilsart som beskrevs av Druce. Herminiocala raphia ingår i släktet Herminiocala och familjen nattflyn. Inga underarter finns listade i Catalogue of Life.